# César Cruchaga
Pour les articles homonymes, voir Lasa (homonymie).
César Cruchaga Lasa, né le 26 janvier 1974 à Ezcároz en Espagne, est un footballeur espagnol évoluant au poste de défenseur centre. Il prend sa retraite en 2009.

## Biographie
Avec l'équipe du CA Osasuna, il dispute 249 matchs en première division espagnole, inscrivant neuf buts. Il participe également à la Coupe de l'UEFA (14 matchs), atteignant les demi-finales de cette compétition en 2007.

## Palmarès
- Finaliste de la Coupe d'Espagne en 2005 avec le CA Osasuna